# Silvano Tomasi
Pour les articles homonymes, voir Tomasi.
 (octobre 2020).
Silvano Tomasi, né le 12 octobre 1940 à Casoni di Mussolente (province de Vicence), est un cardinal catholique italien, ancien observateur permanent du Saint-Siège aux Nations unies à Genève.

## Biographie
Silvano Tomasi est diplômé de sociologie de l'université Fordham. Le 31 mai 1965, il est ordonné prêtre de la congrégation des Missionnaires de Saint-Charles.
Le 27 juin 1989, Jean-Paul II le nomme secrétaire du Conseil pontifical pour la pastorale des migrants et des personnes en déplacement.
Le 27 juin 1996, il est nommé  nonce apostolique en Éthiopie (en) et en Érythrée (en) et consacré archevêque titulaire de Cercina (de) par Angelo Sodano le 17 août suivant, avec pour coconsécrateurs les évêques Giovanni Cheli et Paolo Magnani. Le 24 avril 1999, Silvano Tomasi reçoit le titre d'archevêque d’Acelum (de). Puis, le 23 décembre 2000, il est envoyé comme nonce à Djibouti, où il reste jusqu'à ses nouvelles fonctions d'observateur permanent du Saint-Siège aux Nations unies à Genève, poste où il succède à Diarmuid Martin à partir du 10 juin 2003.
Il se retire en février 2016 à l'âge de 75 ans. Le 9 avril 2016, il est nommé membre du conseil pontifical Justice et Paix.
À partir de 2016 il fut chargé de la réorganisation de plusieurs offices de la Curie romaine et de les fusionner en un Dicastère pour la promotion intégrale du développement humain.
Le 1er novembre 2020 il fut nommé délégué spécial du Saint-Siège auprès de l'Ordre de Malte, en succession au cardinal déchu Becciu.
Il fut créé cardinal lors du consistoire du 28 novembre 2020. Âgé de plus de 80 ans, il ne sera pas cardinal électeur et ne participera donc pas à l'élection du prochain pape.

## Succession apostolique
Silvano Tomasi a ordonné les évêques suivants :
- Évêque Giorgio Bertin, O.F.M. (2001)